# Clypastraea fasciata
Clypastraea fasciata är en skalbaggsart som först beskrevs av Thomas Say 1827.  Clypastraea fasciata ingår i släktet Clypastraea och familjen punktbaggar. Inga underarter finns listade i Catalogue of Life.